# オーファン・ブラック 暴走遺伝子
『オーファン・ブラック 暴走遺伝子』 （オーファンブラック ぼうそういでんし、Orphan Black）は、カナダのケーブル局SPACEとBBCアメリカの合作により制作されたテレビドラマである。遺伝子操作やクローン人間を扱っている。
主人公サラには自分と同じ顔をもつ人物が世界中に多数いるというドラマ設定となっており、主人公サラを演じるタチアナ・マスラニーは、母国語や階級階層等が異なる配役を含む多数の登場人物を同時に演じている。
北米では2013年3月30日から2013年6月1日にシーズン1（全10話）が放送され、2017年には最終シーズン5が放送されてシリーズは終了した。
日本では、日本語版DVDの販売及びレンタルも開始された。2015年2月4日からシーズン2の日本語字幕版が販売。2021年5月現在、Netflixで全シーズンが配信されている。
2017年、日本でリメイク作品『オーファン・ブラック〜七つの遺伝子〜』が製作された。

## あらすじ
シングルマザーの主人公サラ・マニングは生活に困窮しており、一人娘キラを養母ミセスSに預けざるを得ない経済状況にあった。コカインの売人をしている恋人ヴィックからコカインを盗み、これを売った資金でキラと暮らそうと試みる。逃亡中に、夜の駅のプラットホームで女性が自分の上着や靴を脱いでそれらをたたみ、バックとともにプラットホームに置く現場に遭遇する。女性は列車に飛び込もうとしていた。サラがその女性を見ると自分と瓜二つの顔だった。自殺を止める間もなく、女性は列車に飛び込んで即死。サラはプラットホームに置かれたままのバックをこっそり盗み出すと、運転免許証や現金や自宅の鍵が入っていた。サラは孤児で、血は繋がらないが一緒に育てられたフェリックスを兄のように慕っており、フェリックスを遺体安置所に赴かせ、自殺遺体はサラで間違いないと嘘の証言をさせる。運転免許証から自殺した女性の名前がエリザベス・"ベス"・チャイルドで、立派な家に住み高級乗用車に乗っていることを知る。サラはベスに成りすますことで経済的に余裕ができ、キラとも一緒に生活できると思い、ベス成りすまして生きてゆこうとする。
しかし、彼女に成りすましたことをきっかけにサラは様々な事件に巻き込まれてゆく。

## 登場人物

### サラとそのクローンたち
クローンは全員、1984年生まれの設定である。出生地がそれぞれ異なるために英語に訛りがある個体もいる。

サラ・マニング（Sarah）
演 - タチアナ・マスラニー/吹き替え：福圓美里
主人公であるシングルマザー。前科があり無責任な一面を持つが、まともな生活を送りたいと望んでいる。
自殺したベスに成り代わっている。
イギリスのロンドンで生まれ、育ての親であるアイルランド人のミセスSにフェリックスとともに育てられ、後に北米に移住した。
なお、マスラニーは、サラ以外にもクローンの役を演じている。
エリザベス・"ベス"・チャイルド（Beth）
演 - タチアナ・マスラニー
カナダ生まれ。捜査中に誤って一般の民間人とされるマギー・チャンを射殺した過去を持つ女刑事。カーチャとの接触によりクローン狩りの存在を知った。
彼女の自殺およびサラによる成り代わりが物語の起点となる。
カーチャ（Katja）
演 - タチアナ・マスラニー
クローンの一体であるドイツ人女性。髪を赤く染めている。サラが2番目に会ったクローン。
アリソン・ヘンドリクス（Alison）
演 - タチアナ・マスラニー
カナダ生まれ。サラが3番目に会ったクローン。息子達のサッカークラブを支援し、平凡だが幸せな生活を送っていた主婦。サラはアリソンを「サッカーママ」と呼んでいる。
夫ドニーとの間に子供が出来ず、ジェンマとオスカーという2人の養子がいる。
コシマ・ニーハス（Cosima）
演 - タチアナ・マスラニー
アメリカはサンフランシスコ生まれ。サラが4番目に会ったクローン。発生進化学を専攻する。UCバークレーで学士号を取得後、現在はミネソタ大学の博士課程大学院生。自らの出生の謎を突き止めるべくクローンたちに協力する。
ヘレナ（Helena）
演 - タチアナ・マスラニー
イギリスのロンドン生まれでウクライナ国籍。クローンを狙う金髪の暗殺者。
レイチェル・ダンカン（Rachel）
演 - タチアナ・マスラニー
イギリスのケンブリッジ生まれ。サラたちに協力を申し出る謎の金髪女性。

### クローンたちの周囲の人物
クローンにはモニターと呼ばれるクローンの日常生活を監視する人物がいるが、誰がモニターに指示を出しているのか、そしてどの登場人物がどのクローンのモニターであるかは、物語が進行していくに従い徐々に明らかになる。クローンの中には、周囲の身近な人間にモニターがいるのではないかと疑心暗鬼になるものもいる。
フェリックス
演 - ジョーダン・ガヴァリス/吹き替え：比上孝浩
サラの義弟で、辛辣な人物。芸術家を自称しているが、なかなか売れず、男娼をしている。
ポール
演 - ディラン・ブルース/吹き替え：堀江一眞
ベスの同棲相手。コンサルティング会社勤務ということになっているが、実は元軍人。
ミセスS
演 - マリア・ドイル・ケネディ/吹き替え：宮寺智子
サラとフェリックスの養母で、サラが12歳の時にロンドンから家族そろって渡米した。
無軌道な人生を送るサラを突き放しつつも、内心は彼女のことを心配しており、サラの娘であるキラを育てている。
キラ
演 - スカイラー・ウェクスラー/吹き替え：橋爪紋佳
サラの娘。幼いながらも観察力と怪我からの回復力に長けている。
ヴィック
演 - マイケル・マンド/吹き替え：石狩勇気
サラの元彼である、麻薬の売人などで生活を立てているチンピラ。
アーサー・"アート"・ベル
演 - ケヴィン・ハンチャード/吹き替え：影平隆一
ベスの同僚刑事。
アンジェラ・"アンジー"・ディーンゲリス
演 - インガ・カドラネル
ベスに代わるアートの新しい同僚。
ドニー・ヘンドリクス
演 - クリスティアン・ブルーン
アリソンの夫。
エインズリー
演 - ナタリー・リシンスカ/吹き替え：大津愛理
アリソンの近所に住む主婦。クローン狩りやモニターのことで不安定な精神状態をみせるアリソンのことを親身に心配している。
リーキー博士
演 - マット・フリューワー/吹き替え：影平隆一
ネオリューション運動（Neolution Movement）を提唱する科学者。ダイアド研究所（The Dyad Institute）を主宰。
デルフィーヌ
演 - エベリン・ブローシュ/吹き替え：大津愛理
コシマの大学院での仲間。ネオリューション運動（Neolution Movement）に関心を持つ。
オリビエ
演 - デビット・リッチモンドベック
ポールにベスを監視するよう命じる男。尻尾がはえており、ヘレナに切断された。
トーマス
演 - ダニエル・カッシュ
ヘレナを洗脳・調教し、クローン狩りを命じる男。
アメリア
演 - メラニー・ニコルスキング
何人かのクローンの（遺伝子上ではなく）出生上の母。

## 用語
ダイアド研究所（The Dyad Institute）
ダイアドグループの一組織であり、バイオテクノロジーの研究開発を行い、ネオリューション運動によって人間の進化と科学の発展を促進を設立目的とする。1918年設立。従業員数は全世界に27,000人。何らかの形でサラを含めたクローンの作成に関与している。

プロレシアン(The Prolethean)
合成生物学が神の名と意志の下になされるべきだとする過激な宗教組織。クローン狩りに関与していると思われる。

## エピソード
各話の英語原題はチャールズ・ダーウィンの『種の起源』からの引用である。

### シーズン1
| №  | 日本語タイトル   | 原題                                 | 概要 |
| -- | ---------------- | ------------------------------------ | --- |
| 1  | 入れ替わった人生 | Natural Selection                    | 約10か月ぶりに故郷へ舞い戻った女性サラ。駅のホーム自分と瓜二つの女性に出会う。                                    |
| 2  | 暗殺者の影       | Instinct                             | 実は刑事だったベスになりすましたサラは、生前に彼女が起こした不祥事の聴聞会で証言することに。                      |
| 3  | クローン・クラブ | Variation Under Nature               | アリソンやコシマたちから、自分たちがクローンであることを知らされたサラ。                                          |
| 4  | ヘレナ           | Effects of External Conditions       | 一度は娘キラを連れて逃亡しようと考えたサラだったが、アリソンたちのためにも刑事を続けることを決意する。            |
| 5  | 偽りの日々       | Conditions of Existence              | これ以上ベスのふりを続けるのは難しいと感じたサラは、思い切って警察を辞職する。                                    |
| 6  | ホーム・パーティ | Variations Under Domestication       | ポールとお互いに正体を明かしたサラ。だが、どうやら彼はクローン人間のことなど一切知らないようだ。                  |
| 7  | ネオリューション | Parts Developed in an Unusual Manner | 新しい友人デルフィーヌを介して、科学者リーキー博士と知り合ったコシマ。                                            |
| 8  | 試される絆       | Entangled Bank                       | クローン殺しの犯人として追われる身になったサラは、フェリックスの部屋に身を寄せる。                                |
| 9  | 特別な子         | Unconscious Selection                | 車に轢かれて病院に搬送されたキラだが、奇跡的にも傷は浅かった。そればかりか、驚くほどの早さで回復。                |
| 10 | 浮かび上がる過去 | Endless Forms Most Beautiful         | 突然現れた生みの母親から衝撃的な事実を聞かされたサラ。だが、ミセスSやフェリックスらと共に警察に逮捕されてしまう。 |

### シーズン2
| №  | 日本語タイトル | 原題                                             | 概要 |
| -- | -------------- | ------------------------------------------------ | --- |
| 1  | 闇の探求       | Nature Under Constraint and Vexed                | 何者かに娘キラを連れ去られたサラ。娘を必死で探すなか二人の男に襲われるが何とかその場を切り抜ける。リーキー博士が登壇するイベントにレイチェルが出席することを知ったサラは、キラの手掛かりを探すため会場に潜り込む。しかし、レイチェルの元に娘はいなかった。サラはアートから、先日襲ってきた男たちが、プロレシアンズであることを聞く。                                                   |
| 2  | 晴れない疑惑   | Governed by Sound Reason and True Religion       | キラからの電話をうけGPSを頼りにサラとアートはモーテルへ。アートが目を離した隙にサラが何者かに連れ去られる。到着した山小屋でミセスSがキラを保護していた。ミセスSは自分たちが何者かに狙われていることに気づきキラを連れて逃げたというが、サラはミセスSの言動に不審を覚える。一方、病院から連れ去られたヘレナはプロレシアンズに捕らわれていた。                                           |
| 3  | 儀式           | Mingling Its Own Nature With It                  | 山小屋から逃げたサラは、キラとフェリックスと共に空き家に身を寄せる。そこはサラの昔の男、キラの父親カルの家であった。その夜突然カルが家に戻り、娘キラと初対面することに。一方、自分と同じ病気を持つクローン、ジェニファーの死体から病気の手掛かりを見つけようとするコシマ。ひとり疑心暗鬼のアリソンは、酒と薬の過剰摂取で舞台本番中に失神してしまう。                                   |
| 4  | たぐられる糸   | Governed as It Were by Chance                    | ミセスSが全ての謎を解く鍵を握っていると確信したサラは、フェリックスと共にミセスSの正体を探るため実家に戻る。ミセスSが保有する資料から、謎の写真に写るLEDA研究の科学者たちが大火災により焼死したことを知る。しかし、LEDA研究のリーダー、ダンカンは火事の直前に失踪していた。ダンカンがレイチェルの育ての親であることを知ったサラは、レイチェルの家に忍び込む。                          |
| 5  | 姉妹           | Ipsa Scientia Potestas Est                       | 危ういところをヘレナに助けられたサラ。用心棒をヘレナに殺されたレイチェルは後任としてポールを指名する。ヘレナの卵子を受精させたプロレシアンズは、受胎のため彼女を必要としていた。そんな中、LEDA研究のリーダー、ダンカンが生存していることがわかる。一方、アートに保護されていたヘレナが失踪。サラとアートはヘレナの後を追いレイチェルのマンションにたどり着く。                         |
| 6  | LEDA研究       | To Hound Nature in Her Wanderings                | サラは手掛かりをたよりにミセスSを探し出し、ミセスSに保護されているLEDA研究のリーダー、ダンカンから一連の事の発端を聞く。研究者ダンカン夫妻は、軍に採用されクローン胚の作製に成功するが、倫理違反で研究は打ち切られた。その後下請け業者のダイアド研究所がLEDA研究をのっとり夫妻に研究を強要し、あげくリーキー博士が妻スーザンを殺害したのだという。                                     |
| 7  | ひとつの終り   | Knowledge of Causes, and Secret Motion of Things | ミセスSとサラはリーキー博士が関わる一連の事件をダンカンの娘であるレイチェルに知らせ、リーキー博士とレイチェルの仲を裂こうとする。一方、アリソンがいるリハビリセンターの親子面会日に自分が知らずにリーキー博士の手先となっていたことを知るダニー。ダイアド研究所から追放されたリーキー博士を捕まえたダニーは、真相を追究しようとリーキー博士に詰め寄る。                                |
| 8  | トニー         | Variable and Full of Perturbation"               | トランス・ジェンダーのクローン、トニーがベスを頼りにアートとフェリックスの前に現れる。理由は、トニーの相棒サミーが何者かに殺害される直前に、彼（彼女）にベスへの伝言を託したからだ。その伝言によりサミーとポールが陸軍と繋がりがあることがわかるが、現在ポールはレイチェルの元を離れ行方不明だ。そんな中、レイチェルはデルフィーヌを使いダンカンとコシマを引き合わせる手はずを整える。 |
| 9  | 受胎           | Things Which Have Never Yet Been Done            | コシマの病気を治すためキラの骨髄が必要であることを聞かされ、サラはキラの骨髄をダイアド研究所に提供することに承諾する。プロレシアンズに戻ったヘレナは、グレイシーから、ヨハンソンがプロレシアンズの女性たちを使って自分とヘレナの遺伝子を持つ子どもを増やそうとしていることを聞き、ヨハンソンを殺害し脱走。骨髄摂取手術を終えたキラはレイチェルにさらわれてしまう。                     |
| 10 | カストール     | By Means Which Have Never Yet Been Tried         | 娘を助けるため自身の身体をダイアド研究所に提供するサラ。そんな中、LEDA研究の暗号を解く鍵を明かさぬままダンカンが自殺する。サラとキラは陰の組織“トップサイド”のマリオンの助けを借りダイアド研究所から脱出する。翌日マリオンを訪ねたサラは、LEDA研究から派生して軍が男性クローンを造ることを目的に組織した“カストール研究”の存在を知る。                                                 |

### シーズン3
| №  | 日本語タイトル                     | 原題                                         | 概要 |
| -- | ---------------------------------- | -------------------------------------------- | ---- |
| 1  | 脅威                               | The Weight of This Combination               |      |
| 2  | 一時的な犠牲                       | Transitory Sacrifices of Crisis              |      |
| 3  | あまりに複雑で犠牲の多い実験       | Formalized, Complex, and Costly              |      |
| 4  | 新たな防衛装備                     | Newer Elements of Our Defence                |      |
| 5  | 過去の失望の傷跡                   | Scarred by Many Past Frustrations            |      |
| 6  | 戦いの苦悩                         | Certain Agony of the Battlefield             |      |
| 7  | 恐怖と憎悪の社会                   | Community of Dreadful Fear and Hate          |      |
| 8  | 目的において冷酷、手段において狡猾 | Ruthless in Purpose, and Insidious in Method |      |
| 9  | 破錠した未来の幻影                 | Insolvent Phantom of Tomorrow                |      |
| 10 | これから綴られる歴史               | History Yet to Be Written                    |      |

### シーズン4
| №  | 日本語タイトル         | 原題                              | 概要 |
| -- | ---------------------- | --------------------------------- | ---- |
| 1  | 崩れゆく現実           | The Collapse of Nature"           |      |
| 2  | 新たなる脅威           | Transgressive Border Crossing     |      |
| 3  | 進化の烙印             | The Stigmata of Progress          |      |
| 4  | 糸口をさがして         | From Instinct to Rational Control |      |
| 5  | 夢の治療法             | Human Raw Material                |      |
| 6  | 自己犠牲               | The Scandal of Altruism           |      |
| 7  | 失意の果てに           | The Antisocialism of Sex          |      |
| 8  | LEDAとカストールの再会 | The Redesign of Natural Objects   |      |
| 9  | 同じ運命               | The Mitigation of Competition     |      |
| 10 | 背信                   | From Dancing Mice to Psychopaths  |      |

### シーズン5
| №  | 日本語タイトル         | 原題                                   | 概要 |
| -- | ---------------------- | -------------------------------------- | ---- |
| 1  | 選ばれし者たち         | The Few Who Dare                       |      |
| 2  | 欲にまみれた手         | Clutch of Greed                        |      |
| 3  | うずきだす罪悪感       | Beneath Her Heart                      |      |
| 4  | 母と子に試練を与えよ   | Let the Children and Childbearers Toil |      |
| 5  | 富める者の心の慰め     | Ease for Idle Millionaires             |      |
| 6  | 物語は続く             | Manacled Slim Wrists                   |      |
| 7  | 生きるか死ぬか         | Gag or Throttle                        |      |
| 8  | 裁きを受けるのは誰だ   | Guillotines Decide                     |      |
| 9  | 捕らわれの身           | One Fettered Slave                     |      |
| 10 | 数え切れない過ちの報い | To Right the Wrongs of Many            |      |

## スタッフ
- 監督・製作：ジョン・フォーセット
- 製作・脚本：グレーム・マンソン

## 日本での放送・配信・ビデオレンタル等
- Dlifeにて2014年11月6日から、日本初放送は11月8日21時から開始された[4]。
- Huluで2014年6月3日からシーズン1第1話先行配信を皮切りに、8月より全10話の配信を開始した。
- Netflixでシーズン1から4まで配信[5]、2019年9月現在シーズン5を配信中。
- Amazonプライム・ビデオで、シーズン5まで、エピソードレンタル、シリーズレンタル、エピソード販売、シリーズ販売中。
- SPOはDVDを2014年8月2日からレンタル、8月6日から販売を開始した。シーズン2までレンタル、販売中[6]。シーズン1 第1話「入れ替わった人生 / Natural Selection」は無料配信されていた。
- Amazon限定DVDはシーズン5まで販売中。

## 受賞歴
- 第71回ゴールデングローブ賞主演女優賞 (テレビドラマ部門)（英語版） ノミネート[7]

## リメイク作品
『オーファン・ブラック〜七つの遺伝子〜』（オーファン・ブラック ななつのいでんし）のタイトルで、2017年12月2日から2018年1月27日まで毎週土曜23時40分 - 翌0時35分に東海テレビの制作により、フジテレビ系列にて『オトナの土ドラ』枠でリメイクされ放送された。主演の知英が、1人7役を演ずる。

### キャスト
- 青山沙羅（27） - 知英
- 椎名真緒子（27） - 知英
- オク・ヨンエ - 知英
- 吉川理華 - 知英
- 小田切泉 - 知英
- エレナ - 知英
- 黒崎裕香 - 知英
- 岩城槇雄 - 山崎育三郎
- 青山薫 - 西銘駿
- 木村綾乃 - 滝沢沙織
- 金城剛 - 岡田浩暉
- ナガセ  - 高橋努
- 土屋 元気 - 八木将康
- 五十嵐翠子 - 山村紅葉
- 脇田 - 竹中直人
- 青山冴子 - 麻生祐未

#### ゲスト
第1話
- 従業員 - バービー
- 高畑智子 - 鳥居みゆき

第3話
- 吉川勇 - 岩尾望（フットボールアワー・第6話、最終話）

第4話
- 香川亨 - 冨家規政（第7話、最終話）
- 宇賀神 - 大杉漣（第5話、第6話、第7話、最終話）

第5話
- 荒井愛子 - 佐津川愛美

第7話
- 黄 - 川辺優紀子（最終話）

最終話
- 吉川瑠美 - 前田織音

### スタッフ
- 原作 - 『Orphan Black』
- 脚本 - 青柳祐美子
- 企画協力 - 青柳祐美子
- 演出 - 村上牧人（テレパック）、渋谷未来（テレパック）、金子与志一
- 音楽 - fox capture plan
- 主題歌 - JY「MY ID」（ソニー・ミュージックレコーズ）
- 企画 - 横田誠（東海テレビ）
- プロデュース - 松本圭右（東海テレビ）、渋谷未来（テレパック）、野田健太（テレパック）
- 制作著作 - テレパック
- 制作 - 東海テレビ

### 放送日程
| 各話   | 放送日   | サブタイトル     | ラテ欄                                                       | 演出       |        |
| 2017年 | 2017年   | 2017年           | 2017年                                                       | 2017年     | 2017年 |
| ------ | -------- | ---------------- | ------------------------------------------------------------ | ---------- | ------ |
| 第1話  | 12月02日 | 入れ替わった人生 | BBC初リメイク 1人7役! 自殺した女の顔は自分と瓜二つ           | 村上牧人   |        |
| 第2話  | 12月10日 | 狙われた女       | 危険ななりすまし… 狙われた命。 同じ顔の女と謎の追跡者の影    | 村上牧人   |        |
| 第3話  | 12月17日 | 追跡者の陰       | 追跡者の影! 射殺犯から戦慄のメッセージ 終わらない殺人の嵐    | 渋谷未来   |        |
| 第4話  | 12月23日 | 邪悪な天使       | 銀髪の暗殺者! 偽物を削除する目的とは!? 大杉漣、遂に登場!     | 金子与志一 |        |
| 2018年 |          |                  |                                                              |            |        |
| 第5話  | 01月06日 | モルモット       | 第二章突入! 崩れる絆… 嘘をついているのは誰!? 竹中直人登場    | 金子与志一 |        |
| 第6話  | 01月13日 | 疑心暗鬼         | 夫を拷問!? 疑心暗鬼 恋人、隣人、家族… 愛する人は敵か味方か   | 渋谷未来   |        |
| 第7話  | 01月20日 | 出生の秘密       | 光と影の双子… 出生の秘密に隠された母の思い! 第七の女登場     | 村上牧人   |        |
| 最終話 | 01月27日 | 姉妹の絆         | 家族とは 絆とは… 悲しき暗殺者の選択は 孤独な姉妹達の物語完結 | 村上牧人   |        |

- 第2話は、前夜（9日）のサッカー中継ならびに『土曜プレミアム』放送のため50分繰り下げ、0時30分 - 1時25分に放送された（日曜放送）。
- 第3話は、前夜（16日）のサッカー中継のため30分繰り下げ、0時10分 - 1時5分に放送された（日曜放送）。
- 第4話は、第86回全日本フィギュアスケート選手権女子シングル・フリー中継のため15分繰り下げ、23時55分 - 翌0時50分に放送された。
- 2017年12月30日は、東海テレビ制作『The世界力2』および、フジテレビ制作『FNNニュース』放送のため、休止。